# Су-Учхан
Су-Учха́н (укр. Су-Учхан, крымскотат. Suv Uçqan, Сув Учкъан) — водопад в Крыму, образованный одноимённой рекой, являющейся правым притоком реки Кызылкобинка. Название водопада в переводе с крымскотатарского языка дословно означает «вода летела» (suv — вода, uçqan — пересказательное прошедшее время глагола uçmaq («лететь»)).

## Описание
Водопад образован течением одноименной реки Су-Учхан. Высота водопада составляет приблизительно 30 метров, а вода с него спускается каскадами. Воды, идущие из Долгоруковского массива, несут в себе растворённую известь (карбонат кальция), образуя туфовую площадку в нижней части водопада. В настоящий момент Су-Учхан объявлен памятником природы общегосударственного значения.

## Галерея

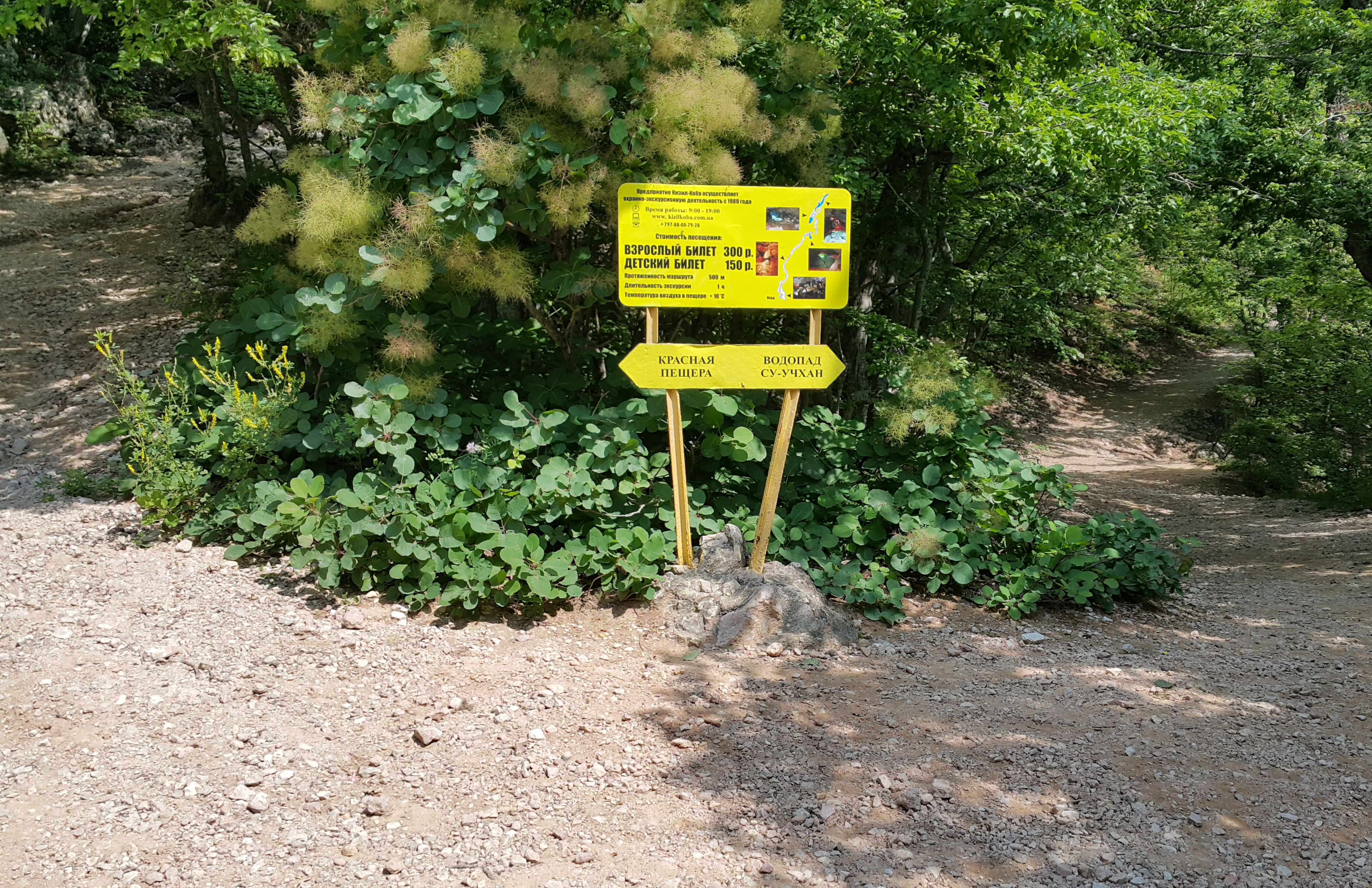
Путевой знак по дороге к водопаду
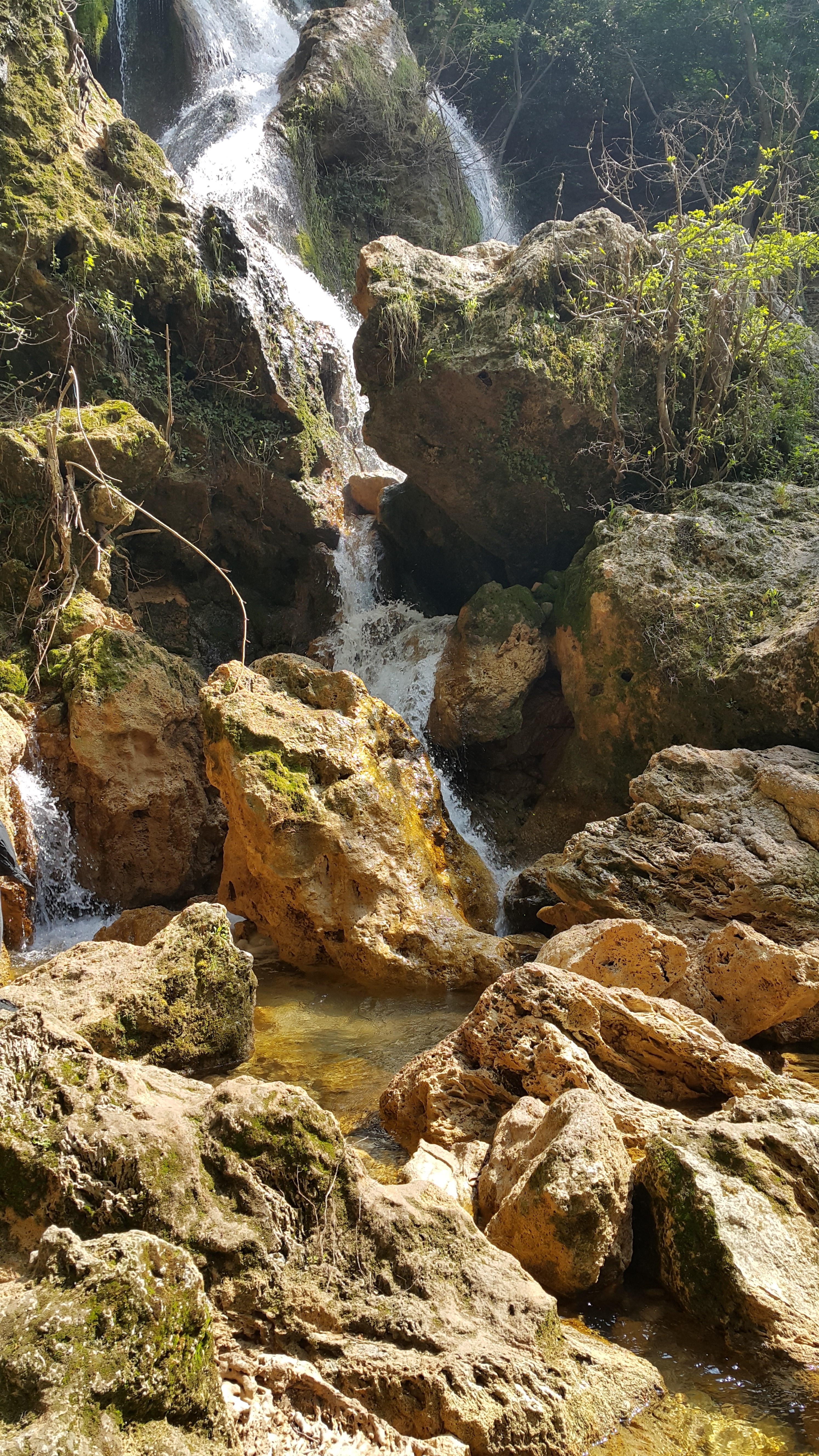
Нижняя часть
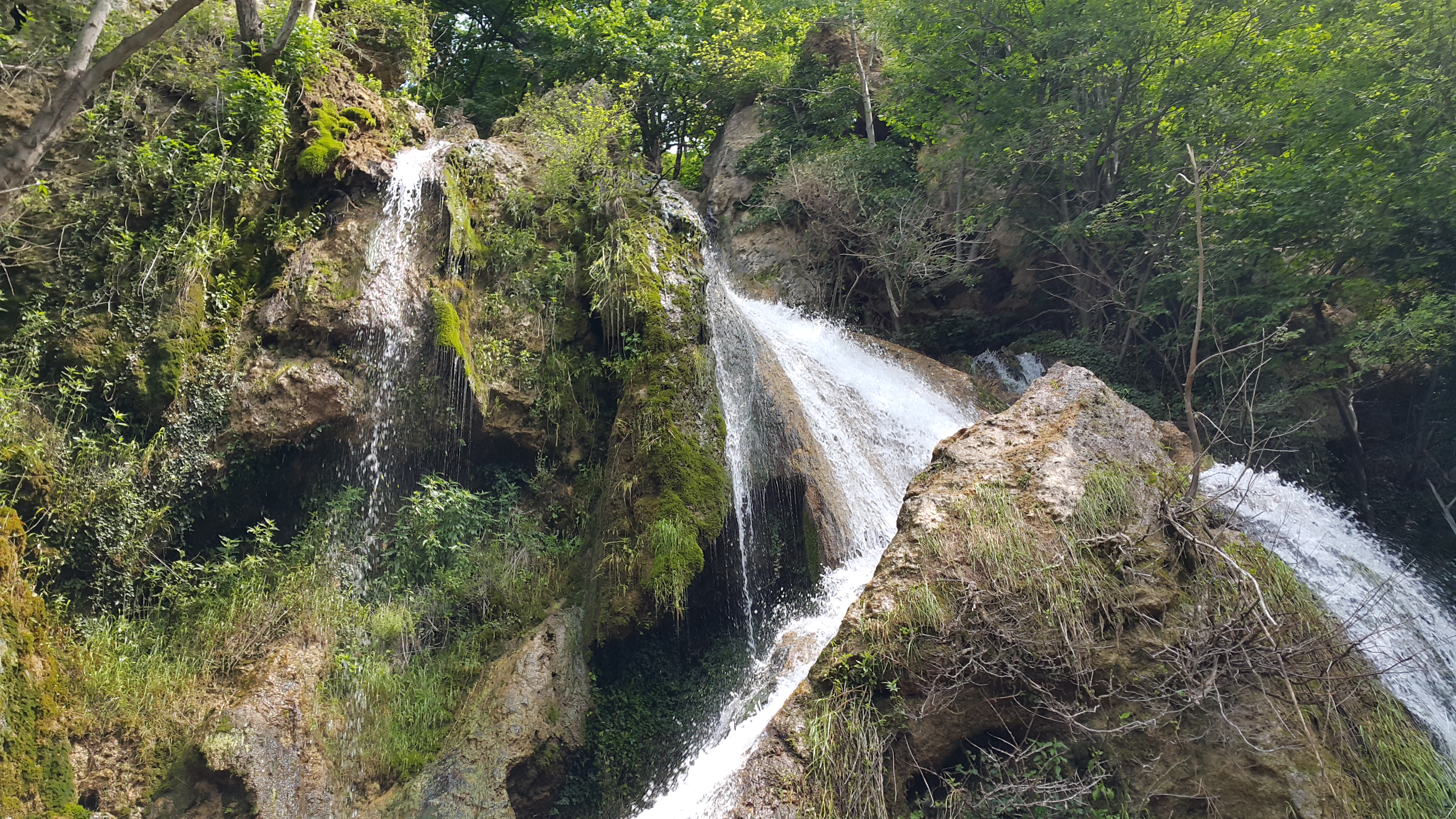
Средняя часть
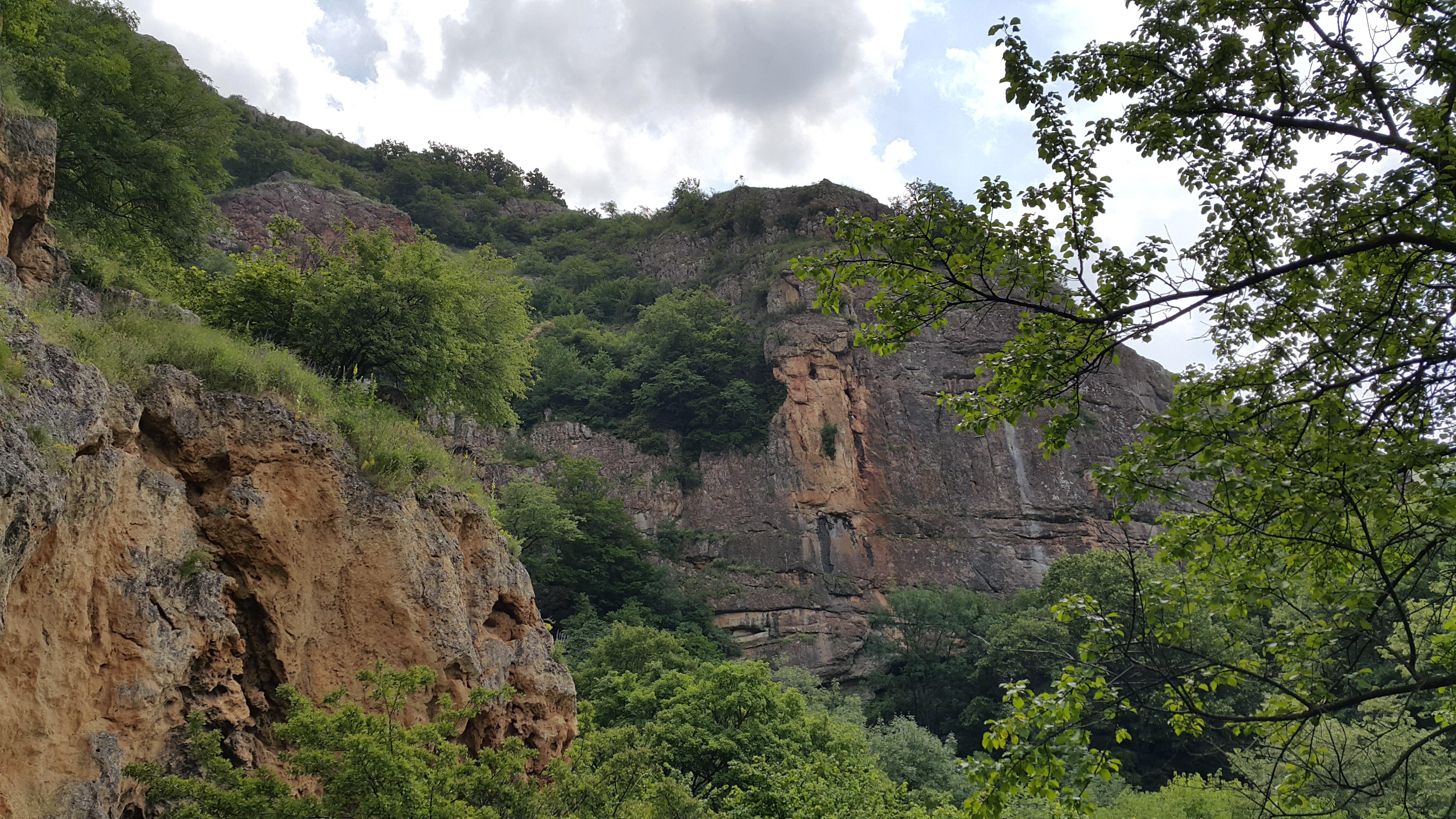
Вид со стороны водопада